# Puchar Sudanu w piłce nożnej
Puchar Sudanu w piłce nożnej – cykliczne rozgrywki piłkarskie dla sudańskich męskich drużyn klubowych. Pierwsza edycja odbyła się w 1990 roku. Podczas całej historii Pucharu, rozgrywki nie odbyły się w latach 1992, 1999 i 2003. Najwięcej tytułów zdobył zespół Al-Merreikh Omdurman.

## Rozgrywki
| Rok  | Zwycięzca            | Wynik         | Finalista                   | Stadion                        |
| ---- | -------------------- | ------------- | --------------------------- | ------------------------------ |
| 1990 | Al-Ittihad SC        | 1–0 / 2–1     | Al-Merrikh Club Al-Hasahisa | Al-Hasahisa Stadium            |
| 1991 | Al-Merreikh Omdurman | 1–0           | Al-Hilal Port Sudan         | Chartum Stadium, Chartum       |
| 1992 | Nie odbył się        | Nie odbył się | Nie odbył się               | Nie odbył się                  |
| 1993 | Al-Merreikh Omdurman | 3–1           | Al-Hilal Omdurman           | Chartum Stadium, Chartum       |
| 1994 | Al-Merreikh Omdurman | 1–0           | Al-Hilal Omdurman           | Chartum Stadium, Chartum       |
| 1995 | Al-Mourada Omdurman  | 2–1           | Al-Hilal Port Sudan         | Chartum Stadium, Chartum       |
| 1996 | Al-Merreikh Omdurman | 1–0           | Al-Hilal Omdurman           | Chartum Stadium, Chartum       |
| 1997 | Al-Mourada Omdurman  | 2–0           | Al-Merreikh Omdurman        | Chartum Stadium, Chartum       |
| 1998 | Al-Hilal Omdurman    | 0–0 (5–4 k.)  | Al-Merreikh Omdurman        | Chartum Stadium, Chartum       |
| 1999 | Nie odbył się        | Nie odbył się | Nie odbył się               | Nie odbył się                  |
| 2000 | Al-Hilal Omdurman    | 3–0           | Al-Ahli SC                  | Chartum Stadium, Chartum       |
| 2001 | Al-Merreikh Omdurman | 1–0           | Al-Mourada Omdurman         | Chartum Stadium, Chartum       |
| 2002 | Al-Hilal Omdurman    | 2–0           | Al-Merreikh Omdurman        | Chartum Stadium, Chartum       |
| 2003 | Nie odbył się        | Nie odbył się | Nie odbył się               | Nie odbył się                  |
| 2004 | Al-Hilal Omdurman    | 0–0 (3–2 k.)  | Al-Merreikh Omdurman        | Chartum Stadium, Chartum       |
| 2005 | Al-Merreikh Omdurman | 0–0 (4–2 k.)  | Al-Hilal Omdurman           | Chartum Stadium, Chartum       |
| 2006 | Al-Merreikh Omdurman | 2–0           | Al-Hilal Omdurman           | Chartum Stadium, Chartum       |
| 2007 | Al-Merreikh Omdurman | 1–0           | Al-Hilal Omdurman           | Chartum Stadium, Chartum       |
| 2008 | Al-Merreikh Omdurman | 0–0 (2–0 k.)  | Al-Hilal Omdurman           | Chartum Stadium, Chartum       |
| 2009 | Al-Hilal Omdurman    | 2–1           | Al-Merreikh Omdurman        | Chartum Stadium, Chartum       |
| 2010 | Al-Merreikh Omdurman | 2–0           | Al-Hilal Omdurman           | Chartum Stadium, Chartum       |
| 2011 | Al-Hilal Omdurman    | 2–0           | Al-Merreikh Omdurman        | Chartum Stadium, Chartum       |
| 2012 | Al-Merreikh Omdurman | 0–0 (3–1 k.)  | Al-Hilal Omdurman           | Chartum Stadium, Chartum       |
| 2013 | Al-Merreikh Omdurman | 2–0           | Al-Hilal Omdurman           | Al Dmazeen Stadium, Al Dmazeen |
| 2014 | Al-Merreikh Omdurman | 3–1           | Al-Hilal Omdurman           | Chartum Stadium, Chartum       |
| 2015 | Al-Merreikh Omdurman | 2–0           | Al-Hilal Omdurman           | Dongla Stadium, Dongla         |

## Osiągnięcia klubowe
| Klub                         | Miasto      | Zwycięzca | Finalista | Zwycięskie edycje                                                                 |
| ---------------------------- | ----------- | --------- | --------- | --------------------------------------------------------------------------------- |
| Al-Merreikh                  | Omdurman    | 14        | 6         | 1991, 1993, 1994, 1996, 2001, 2005, 2006, 2007, 2008, 2010,2012, 2013, 2014, 2015 |
| Al-Hilal                     | Omdurman    | 6         | 12        | 1998, 2000, 2002, 2004, 2009, 2011                                                |
| Al-Mourada                   | Omdurman    | 2         | 1         | 1995, 1997                                                                        |
| Al-Ittihad SC                | Wad Madani  | 1         | 0         | 1990                                                                              |
| Al-Hilal                     | Port Sudan  | 0         | 2         |                                                                                   |
| Al-Merreikh Club Al-Hasahisa | Al-Hasahisa | 0         | 1         |                                                                                   |
| Al-Ahli SC                   | Wad Madani  | 0         | 1         |                                                                                   |